# Platanthera clavellata
Platanthera clavellata  es una especie de orquídea de hábito terrestre originaria del Hemisferio Norte.

## Descripción
Las especies de Platanthera se distinguen de las de Orchis y de las de Habenaria, por la ausencia de procesos estigmáticos, al poseer un espolón nectarífero para atraer a los insectos polinizadores. Otra característica diferenciadora es la de sus raíces tubérculos ovoideas.  
Es una orquídea de tamaño pequeño, que prefiere el clima frío. Tiene hábito terrestre  con un tallo erguido, robusto envuelto por 1 a 2 (rara vez), hojas lanceoladas y una vaina suelta. Florece en la primavera y el verano en una inflorescencia terminal en forma de racimo, laxa, con 3 a 15  flores, con brácteas lanceoladas y unas pocas brácteas florales que son tan largas como el ovario.

## Distribución y hábitat
Se encuentra desde el este de Canadá al sur de la Florida y el oeste de Texas y luego al norte de Iowa y Minnesota en los bosques pantanosos ya lo largo de los arroyos del bosque. 

## Taxonomía
Platanthera clavellata fue descrita por (Michx.) Luer y publicado en The Native Orchids of Florida 148. 1972.
Etimología
El nombre genérico Platanthera deriva del griego y se refiere a la forma de las anteras de las flores ("flores con anteras grandes, planas"). 
Sinonimia
- Denslovia clavellata (Michx.) Rydb.
- Gymnadenia tridentata (Muhl.) Lindl.
- Gymnadenia tridentata var. clavellata Alph.Wood
- Gymnadeniopsis clavellata (Michx.) Rydb.
- Gymnadeniopsis clavellata var. ophioglossoides (Fernald) W.J.Schrenk
- Gymnadeniopsis clavellata f. wrightii (L.S.Olive) P.M.Br.
- Habenaria clavellata (Michx.) Spreng.
- Habenaria clavellata var. ophioglossoides Fernald
- Habenaria clavellata var. wrightii L.S.Olive
- Habenaria maritima Raf.
- Habenaria tridentata (Muhl.) Hook.
- Orchis clavellata Michx.
- Orchis clavellata var. tridentata Muhl.
- Orchis tridentata Muhl. ex Willd.
- Peristylus clavellatus (Michx.) Kraenzl.[4]